# Camp de concentration du Stutthof
Ne doit pas être confondu avec Camp de concentration de Natzweiler-Struthof.
Le camp de concentration du Stutthof, est le deuxième camp de concentration nazi établi dans un territoire annexé par le Troisième Reich.
Il est le dernier à être libéré par les Alliés, le 9 mai 1945. Sa construction sur le territoire de la ville libre de Dantzig, à 34 km de cette ville, commença à partir d’août 1939 et fut terminée le 2 septembre 1939 pour accueillir ses premiers prisonniers : 150 civils et prisonniers de guerre polonais. Le 15 septembre 1939, le camp comptait 6 000 détenus : des prisonniers de guerre polonais ainsi que de nombreux membres de l'intelligentsia polonaise dont la grande majorité fut rapidement exterminée par les SS.
Entouré par les eaux de la Vistule et de la mer Baltique, le camp était situé dans un endroit retiré, humide et boisé, à l'ouest de la petite ville de Stutthof (aujourd'hui Sztutowo). Initialement, le Stutthof avait été construit pour persécuter et éliminer les Polonais, mais ses fonctions évoluèrent et il joua ensuite un rôle essentiel dans l’extermination planifiée des Juifs d’Europe. Environ 65 000 personnes, dont 27 000 de confession juive, y périrent sur les 110 000 - 127 000 qui y furent déportées.

## Le camp de concentration

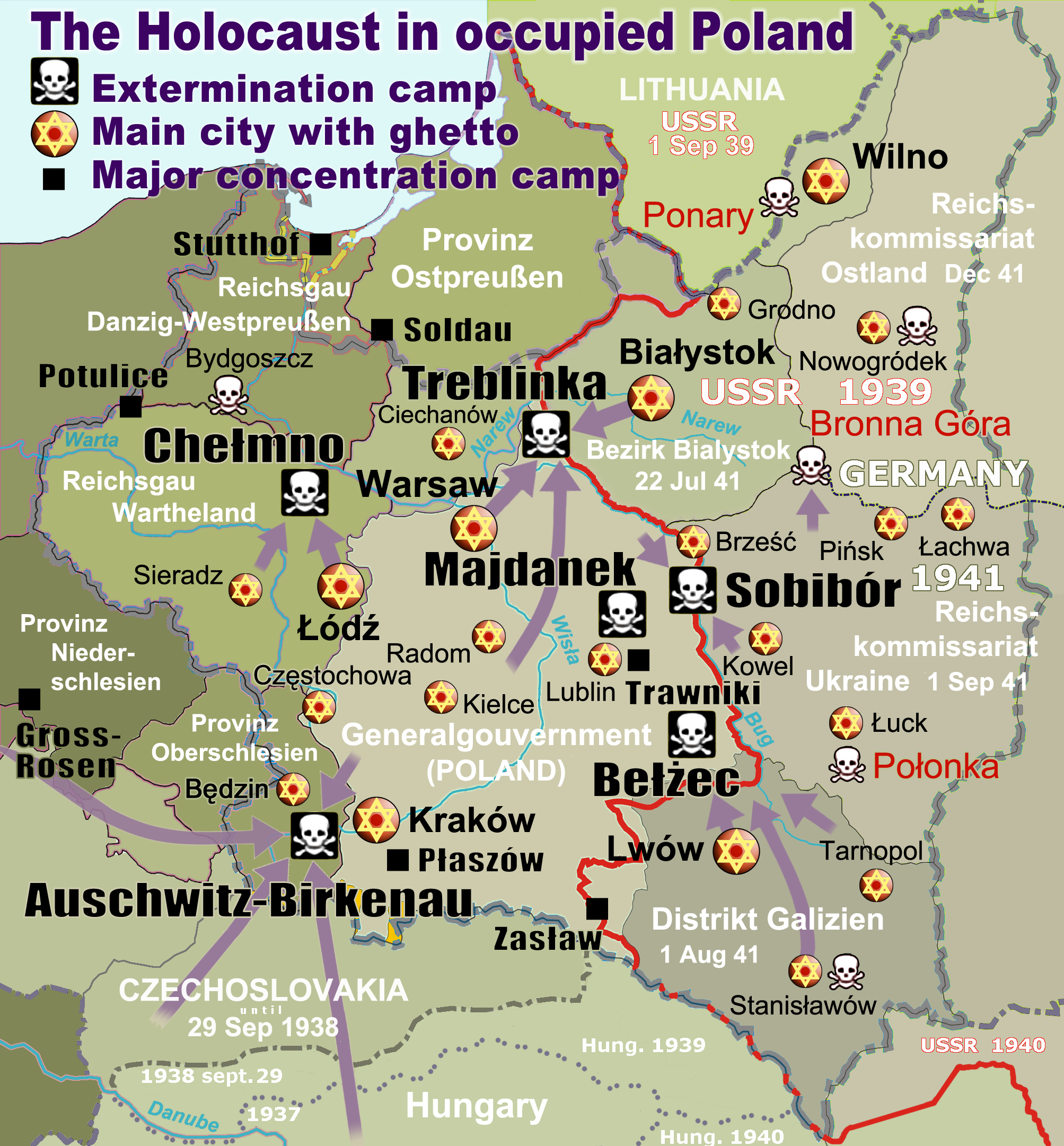
Camps de concentration construits par les nazis sur le territoire de la Pologne occupée (marqué avec des carrés noirs).

Les autorités nazies de la Ville libre de Dantzig avaient commencé à rassembler des données sur l'intelligentsia polonaise à partir de 1936, ainsi qu'à passer en revue les emplacements possibles pour des camps de concentration dans la région. À l'origine, le Stutthoff était un camp d'internement civil sous l'autorité du chef de la police de Dantzig. En novembre 1941, il devint un camp « d'éducation par le travail » administré par la Police de Sécurité allemande. Finalement, en janvier 1942, le Stutthoff devint un camp de concentration ordinaire. Il évoluera vers un camp d'extermination lors de la Shoah en Pologne.

### Le choix du site insalubre

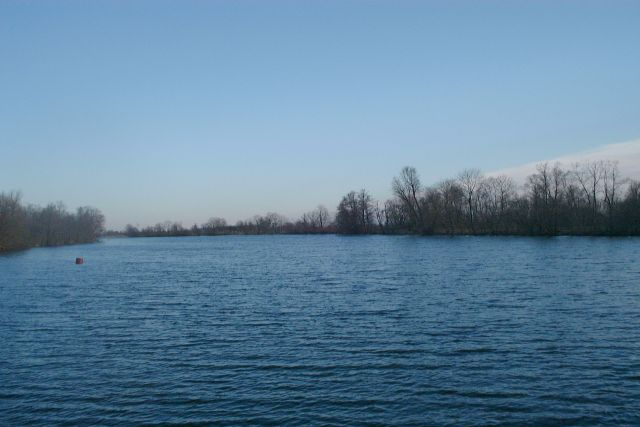
La rivière Nogat.

Le site du camp d'origine (appelé aujourd'hui l'ancien camp) a été choisi à dessein dans un lieu humide, insalubre, à 2 km de la mer Baltique. Le sol de tourbe est marécageux. Le paysage est plat, boisé de pins par places. Le climat est à la fois maritime et continental, c'est-à-dire que le froid, le vent glacial et la pluie y règnent pendant la plus grande partie de l'année. Placé au nord de la route qui relie le port de Dantzig à Königsberg, le camp est bien desservi par les voies de communication. Une ligne de chemin de fer à voie étroite le relie, par la station de Tiegenhof, à la ligne internationale à grande circulation.
Les nazis trouvent là d'autres avantages : l'éloignement de toute habitation assure la discrétion, et les évasions éventuelles seront difficiles puisque, pour atteindre Dantzig, il faut traverser la Vistule et la Nogat, étroitement gardées.

### Population carcérale d'origine

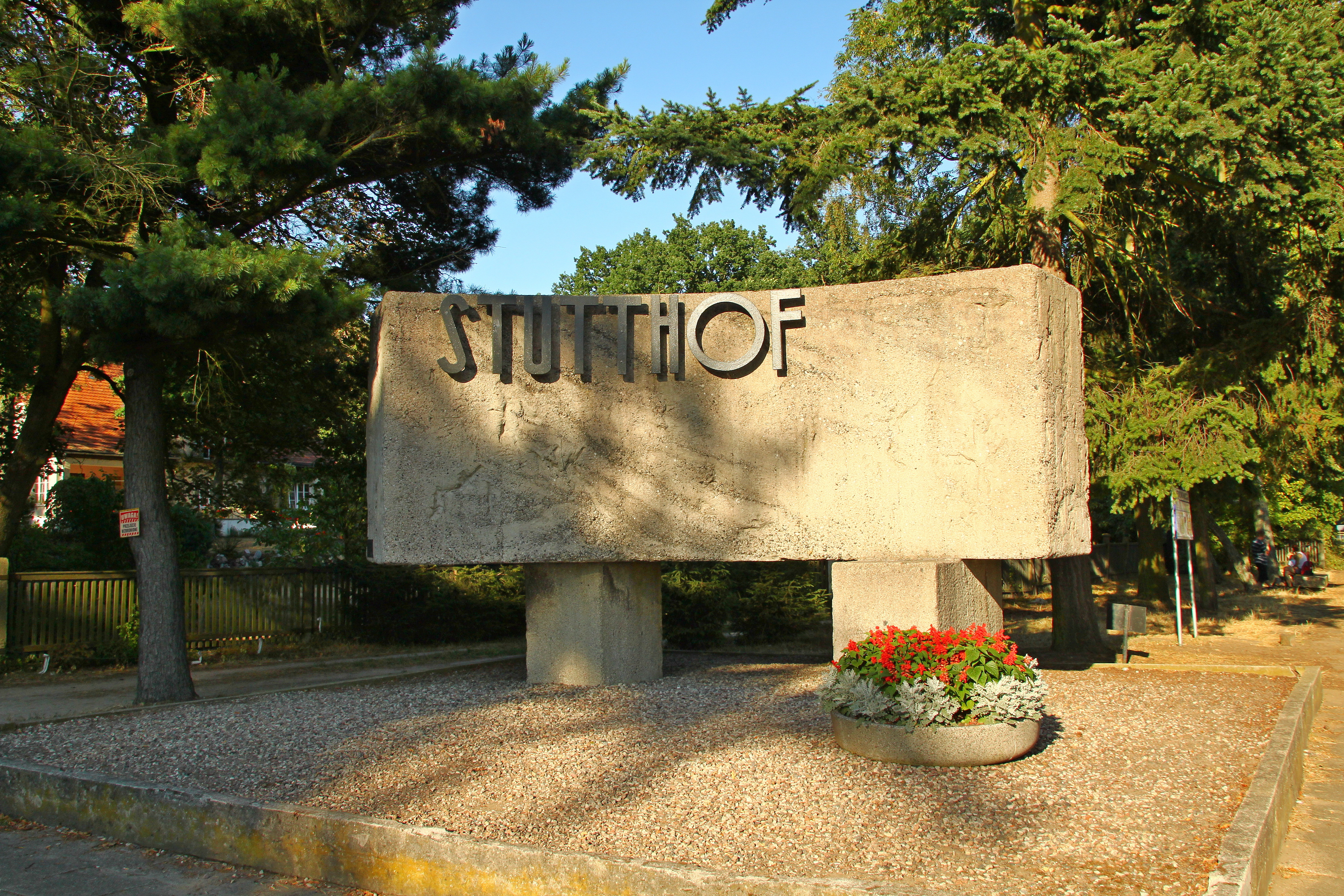

Les premiers détenus arrivés au camp le 2 septembre 1939 furent environ 150 citoyens polonais — des activistes de la communauté polonaise de Gdańsk, résidents de la ville libre de Dantzig, arrêtés le 1er septembre 1939 sur la base de listes de proscriptions établies précédemment par la police allemande. Le 15 septembre 1939, la population carcérale atteint 6 000 personnes. Dans les années 1939-1941, Stutthof devint un lieu de déportation pour plusieurs milliers de Polonais de Poméranie, dont environ 4 500 Polonais de Gdańsk et environ 1 000 Juifs de cette région.
Le camp n'a pas utilisé de double numérotation ou de numéros tatoués sur les mains des prisonniers.

### Commandants du camp
Les commandants du camp ont été :
- SS-Hauptsturmführer Max Pauly (2 septembre 1939 – 31 août 1942)
- SS-Sturmbannführer Paul Werner Hoppe (septembre 1942 – mai 1945)

### Personnel du camp
Le personnel du camp était composé de gardiens SS et, après 1943, d'auxiliaires ukrainiens. En 1942, les premières femmes prisonnières et les femmes gardiens SS arrivèrent au Stutthof, dont l'Aufseherin Herta Bothe,. Un total de 130 femmes servaient dans le complexe des camps du Stutthof. Trente-quatre gardiennes, dont Gerda Steinhoff, Rosy Suess, Ewa Paradies et Jenny-Wanda Barkmann, ont été identifiées plus tard comme ayant commis des crimes contre l'humanité au Stutthof. En juin 1944, les SS du Stutthof commencèrent à recruter des femmes de Dantzig et des villes environnantes pour les former comme gardiennes, à cause d'une pénurie de gardiens. En 1944 un sous-camp de femmes du Stutthof appelé Konzentrationslager Bromberg-Ost fut installé dans la ville de Bydgoszcz.
Plusieurs volontaires Waffen-SS norvégiens travaillèrent comme gardiens ou comme instructeurs pour les prisonniers venant de pays nordiques, selon des chercheurs du Centre d’études de l'Holocauste et des minorités religieuses.

### Évolution de la population de détenus

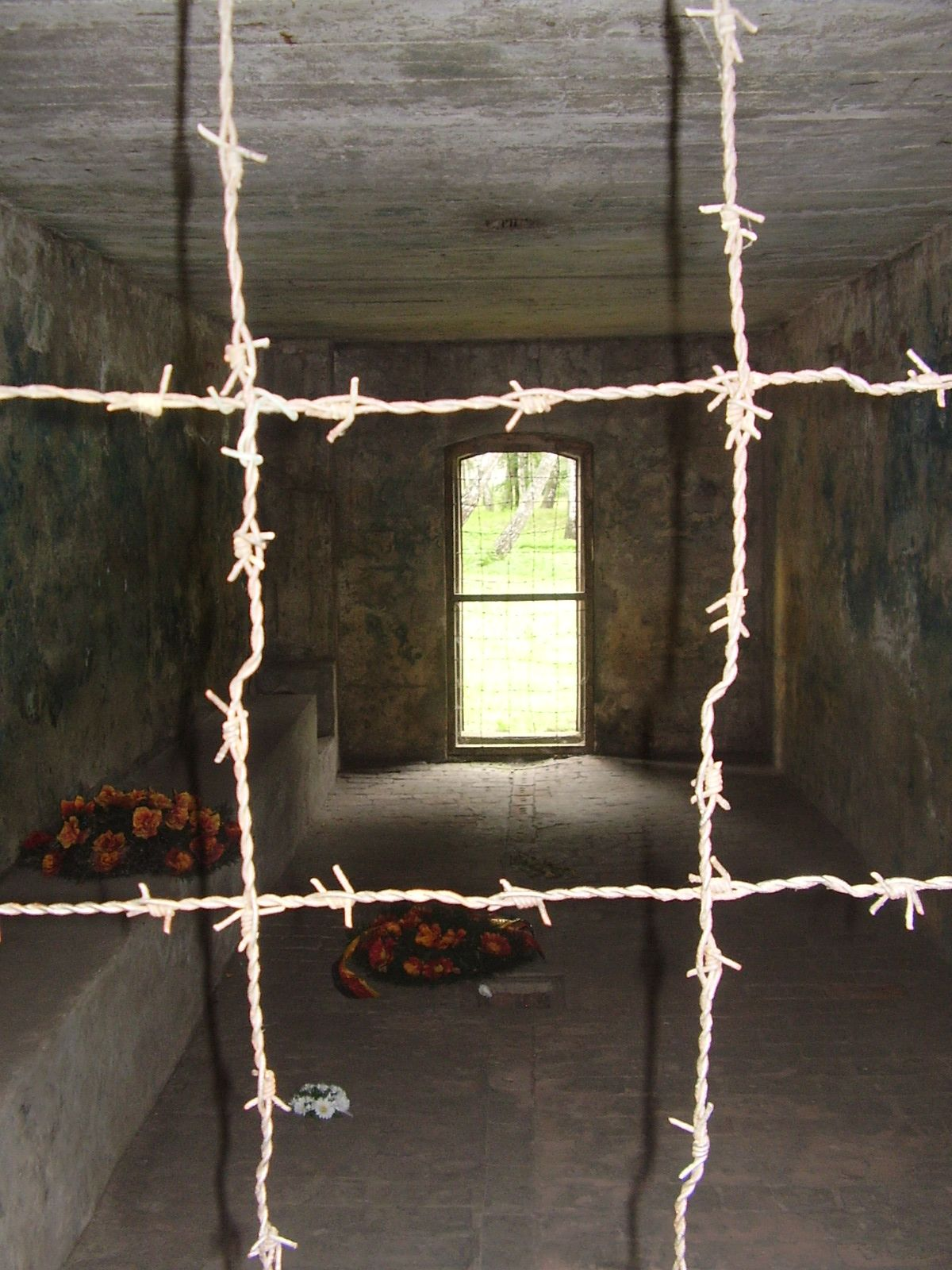
Intérieur de la chambre à gaz.

Le 1er octobre 1940 le Stutthoff devient un camp principal subordonné au SS-Oberabschnitt Weichsel. Au printemps 1941, le camp ne contient qu'une cinquantaine de détenus juifs. Après la visite de Heinrich Himmler le 23 novembre 1941, il est intégré dans le plan d'extermination et élargi à 120 ha. En septembre 1942 un crématoire est construit, puis une chambre à gaz en 1943. Au début de 1944 les détenus seront gazés au moyen de Zyklon B.
Entre 110 000 et 127 000 personnes furent internées au camp de Stutthof. Les internés d'origine juive étaient les plus nombreux, environ 50 000 personnes, dont des Juifs polonais de Varsovie et Białystok ainsi que des Juifs venant de camps de travaux forcés des États baltes occupés, que les Allemands avaient évacués lors de l'approche de l'Armée rouge en 1944. Ces totaux sont donnés à titre conservatoire : on pense que les détenus envoyés immédiatement à l'exécution n'étaient pas enregistrés. Du point de vue de la nationalité les Polonais étaient les plus nombreux, puis venaient les prisonniers d'Union soviétique. Un certain nombre d'Allemands y furent aussi envoyés ; ils étaient connus comme formant « l'aristocratie du camp ». Un groupe important de criminels allemands se vit confier des positions de kapos et terrorisaient les autres détenus. D'autres Allemands, dont un couple de sociaux-démocrates et plus tard des membres de factions militaires qui avaient tenté de renverser Hitler y furent détenus. En 1945 les autorités du camp notaient que 35 % des détenus étaient Polonais, 8 % Russes et 7 % Allemands (quelques-uns étaient Polonais et refusaient d'accepter l'assimilation allemande forcée (Deutsche Volksliste).

### Conditions d'existence

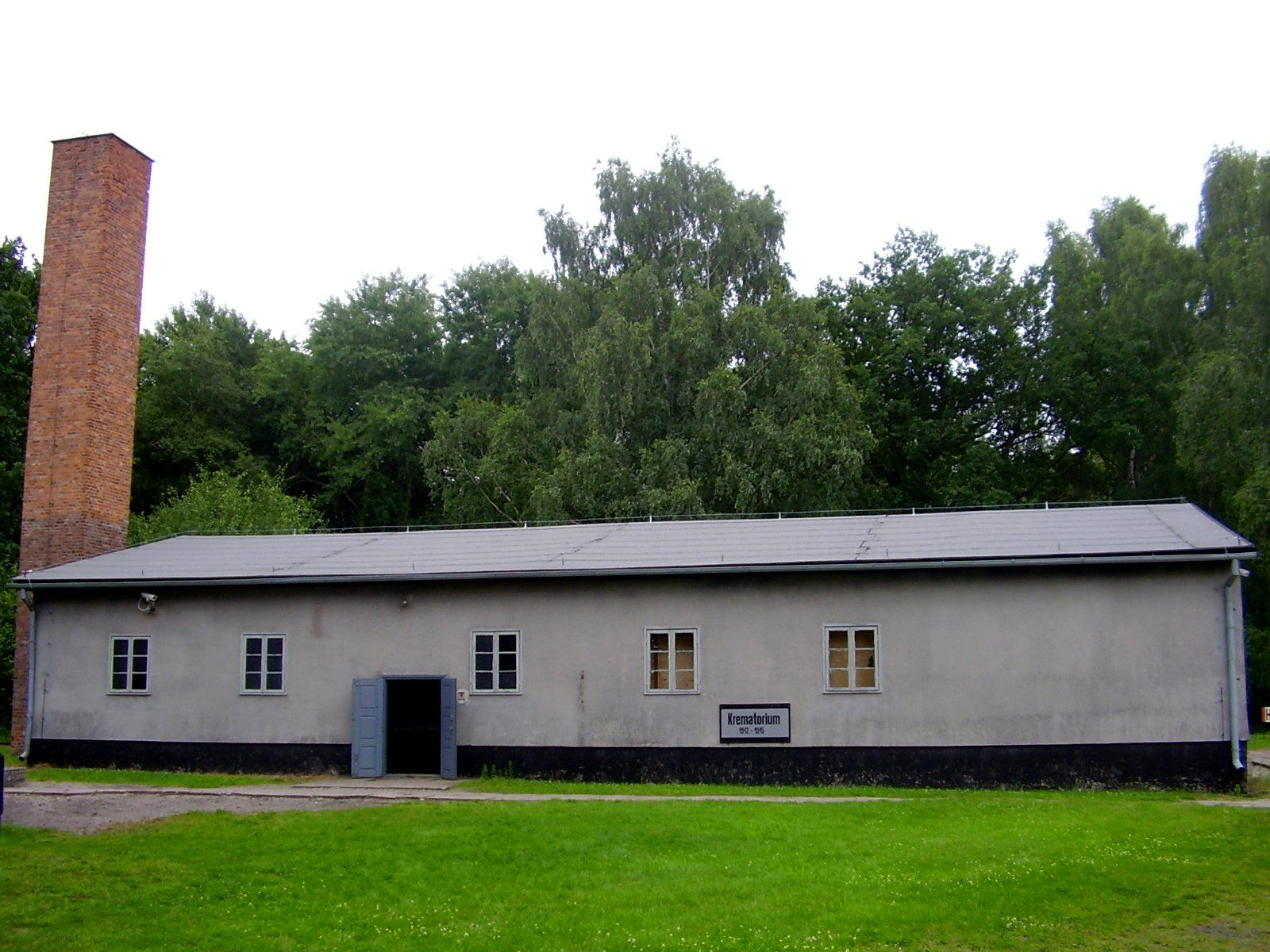
Le bâtiment du crématorium.

Les conditions d'existence étaient rudes pour les détenus. Beaucoup d'entre eux sont morts du fait des épidémies de typhus qui ont balayé le camp pendant les hivers de 1942 et 1944. Ceux que les gardiens SS jugeaient trop faibles ou trop malades pour travailler étaient envoyés à la chambre à gaz. Le gazage au Zyklon B commença en juin 1944.
Les médecins du camp tuèrent aussi des prisonniers malades ou blessés dans l'infirmerie avec des injections mortelles.
Les Allemands utilisaient les prisonniers comme travailleurs forcés. Quelques prisonniers travaillèrent dans des entreprises propriétés de la SS comme la Deutsche Ausrüstungswerke (DAW), localisée près du camp. D'autres travaillaient dans des briqueteries, dans l'industrie privée, en agriculture ou dans les ateliers du camp en 1944. Comme main d'œuvre de travail forcé, les prisonniers des camps devinrent extrêmement importants pour les industries de production d'armements : une usine d'avions Focke-Wulf fut construite à Stutthof. Graduellement, le système de camps du Stutthof devint un grand réseau de camps de travail ; 105 sous-camps (satellites) du Stutthof furent établis à travers la Pologne du nord et du centre. Les plus importants sous-camps étaient Thorn et Elbing.
L'ancien détenu du Stutthoff et écrivain lituanien Balys Sruoga est l'auteur d'une nouvelle, Dievų miškas (The Forest of Gods, la forêt des Dieux), qui décrit la vie quotidienne de ce camp.

### Production de savon à partir des corps
Le camp de Stutthof fut choisi comme une source possible de restes humains que le Dr Rudolf Spanner, directeur de l'Institut d'anatomie de l'Académie de médecine de Dantzig, utilisa pour fabriquer une quantité limitée de savon à base de graisse humaine.
Le site Jewish Gen. Stutthof camp déclare au sujet de cette production : « Un des pires crimes commis par les nazis eut lieu au camp de Stutthof ».
Il existe des preuves qu'une production à petite échelle de savon à base de graisse humaine a été menée dans le camp de concentration du Stutthof.
Dans son livre Russia at War 1941 to 1945, Alexander Werth rapporte qu'en visitant Gdańsk/Dantzig en 1945, peu après son occupation par l'Armée rouge, il vit une usine expérimentale à l'extérieur de la ville destinée à fabrique du savon à partir de corps humains. Selon Werth, elle était dirigée par « un professeur allemand appelé Spanner » et « était une vision de cauchemar, avec ses bacs pleins de têtes humaines et de torses baignant dans des liquides, et ses bacs pleins d'une substance molle - savon humain ».
La déposition du 12 mai 1945 du détenu du camp Zygmunt Mazur devant la Commission d'enquête sur les crimes allemands en Pologne (pl), a été présentée lors du procès de Nuremberg par les Soviétiques. L'écrivaine polonaise Zofia Nałkowska, qui avait fait partie de cette commission et avait assisté aux interrogatoires des témoins, aux procès des victimes et à des enquêtes sur place), a rapporté le témoignage de Mazur dans sa nouvelle « Professor Spanner » publié en 1946. (Médaillons).

### Les installations
D'après un document établi le 2 septembre 1942 par le contrôleur financier du camp de Stutthof, ce KZ a été créé dès août 1939, c'est-à-dire dès l'occupation de Dantzig par le Reich et avant le début de la guerre contre la Pologne (en même temps que sept autres camps d'internement « nécessaires pour incarcérer les éléments polonais suspects »).

#### Ancien camp

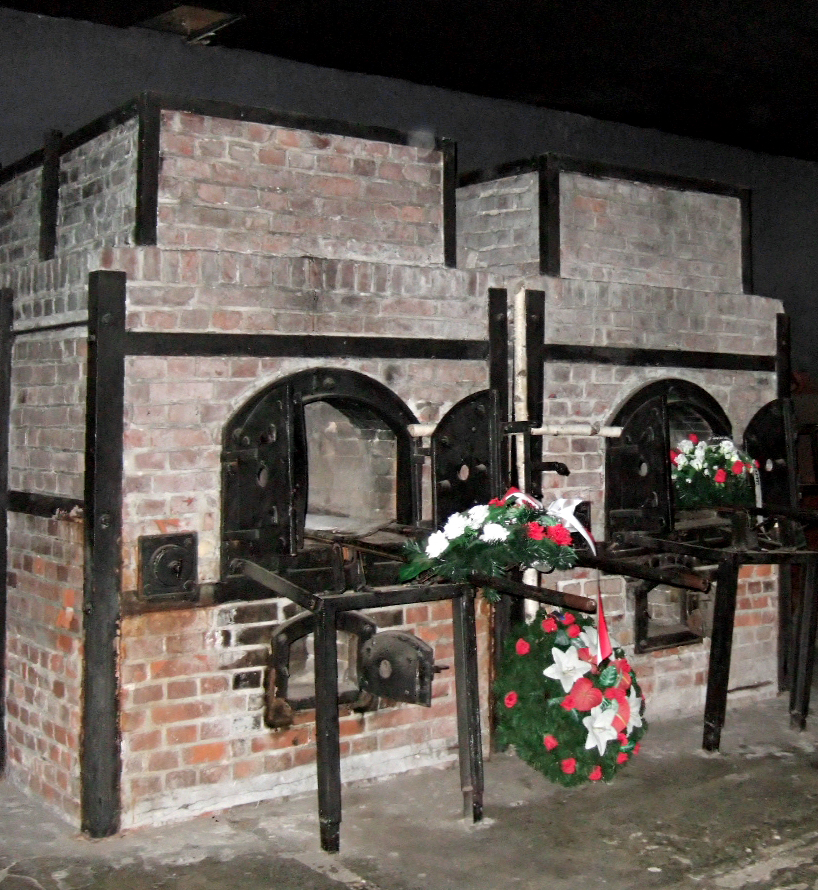
Ouverture des fours crématoires.

L'ancien camp est bâti sur le même modèle que les autres KZ. À l'entrée du camp se trouvait un panneau indiquant "Waldlager Stutthof" (camp forestier). Il forme un quadrilatère de 900 mètres de large sur 1 kilomètre de long. Bientôt sa superficie dépassera 120 hectares. En janvier 1945, il comprendra trois parties : l'ancien camp, le nouveau camp et un troisième camp dit « camp spécial ». Une ligne de chemin de fer à voie étroite dessert les différentes parties du KZ. L'album personnel de photographies de l'ancien commandant du camp permet de suivre les phases de cette extension. Au début de 1945, l' « ancien camp » comprend une zone entourée de fils de fer barbelés renfermant les blocks en bois, le revier (infirmerie) et des ateliers pour maçons et charpentiers. À l'extérieur sont situés les bâtiments administratifs, le bunker et le bureau du commandant. À l'est ont été construits un vaste crématorium à plusieurs fours et une chambre à gaz, ainsi que des garages et des entrepôts. Au nord sont cultivés des jardins et des potagers.
Le camp comprenait huit baraques pour les prisonniers et une kommandantur pour les gardiens SS, totalisant 120 000 m2. En 1943, le camp fut agrandi et un nouveau camp construit le long de l'ancien. Il fut aussi entouré par une clôture de fil de fer barbelé électrifié. Il comprenait alors trente nouvelles baraques, portant la surface totale à 1,2 km2.
Un four crématoire et une chambre à gaz furent ajoutés en 1943, juste à temps pour démarrer les exécutions de masse quand le Stutthof fut inclus dans la « solution finale » en juin 1944. Des wagons à gaz mobiles furent aussi utilisés pour compléter la capacité maximum des chambres à gaz (150 personnes par exécution) en cas de besoin.

#### Nouveau camp
Le nouveau camp est situé au-delà des jardins. Beaucoup plus vaste, il est entièrement entouré de barbelés électrifiés. Il comporte 40 blocks de même dimension : 10 pour les ateliers (dans l'ordre d'importance, les selliers, les cordonniers, les tailleurs, les armuriers), 20 pour le logement des détenus, 10 pour les prisonnières juives — ces 10 blocks sont entourés d'une nouvelle barrière de barbelés électrifiés, qui en font un camp dans le camp).
Le camp spécial est, lui, complètement clos par un mur, surmonté également de barbelés électrifiés. Il comprend 3 blocks, isolés entre eux, où sont logés des déportés.
Plus loin se trouvent des bâtiments administratifs, techniques et commerciaux, ainsi qu'une usine fabriquant des pièces détachées pour les avions Focke-Wulf. Un nouveau mur d'enceinte, entouré de barbelés électrifiés, entoure l'ensemble du KZ. Il est surmonté de place en place par des miradors dotés de mitrailleuses. À l'extérieur du KZ, des constructions plus récentes abritent les spécialistes et employés civils, ainsi que l'école de la police ukrainienne. La garnison est logée dans des baraquements situés à 1 kilomètre à l'ouest ; elle compte plus de 500 SS.

#### Sous-camps du Stutthoff
Les sous-camps du Stutthof sont les suivants :
| - Bottschin - Bromberg-Ost - Chorabie - Cieszyny - Danzig–Burggraben/ Kokoszki (en) - Danzig–Neufahrwasser - Danziger Werft / Gdańsk - Dzimianen - Elbing - Elbing (Org. Todt) - Elbing (Schichau-Werke) | - Pölitz / Szczecin - Gdynia - Gerdenau - Graudenz - Grenzdorf - Grodno - Gutowo - Gwisdyn - Heiligenbeil - Jesau | - Kokoschken - Kolkau - Krzemieniewo - Lauenburg - Malken Mierzynek - Nawitz - Niskie - Obrzycko - Potulitz - Praust | - Rosenberg / Brodnica - Scherokopas - Schippenbeil - Seerappen - Sophienwalde - Slipsk - Starogard - Pruszcz - Brusy - Toruń(AEG, Org. Todt) |

## Évacuation du camp
Préparée à partir d'octobre 1944, l'évacuation du camp est organisée : responsables, itinéraires, consignes. Devant l'avancée rapide de l'armée soviétique il s'agissait de préparer des marches de la mort pour environ 11 000 prisonniers. Chaque jour les prisonniers devaient faire 20 km dans la neige, parfois par −20 °C. Environ 7 000 prisonniers parvinrent à destination. Parmi les 4 000 manquants, la moitié périt, tandis que l'autre moitié put s'échapper. Cependant la libération des pays baltes entraîne l'arrivée des déportés des camps de concentration qui s'y trouvent entre la fin de l'été et l'automne 1944. Cet afflux de déportés, pour certains inaptes, dans un contexte de préparation d'évacuation pousse les responsables du camp à mettre en place une chambre à gaz dans un wagon désaffecté, pour éliminer rapidement les détenus les plus faibles.
Au début de l'année 1945, Fritz Katzmann, responsable SS du Gau de Dantzig, multiplie les consignes en vue de l'évacuation, non seulement du camp, mais aussi de la région. Dans le contexte de fuite éperdue des populations vers l'Ouest, l'évacuation, préparée de longue date, se déroule de manière ordonnée, à partir du 25 janvier. Les prisonniers inaptes sont exécutés le long des routes. Dans les camps satellites, les détenus connaissent des sorts variables en fonction de la proximité des troupes soviétiques : ainsi, les gardiens d'une colonne de déportés multiplient les détours pour éviter les troupes soviétiques qui investissent la Poméranie et semblent plus préoccupés de leur avenir que de celui des détenus.

### Libération
L'Armée rouge a libéré le camp et 385 prisonniers le 9 mai 1945. Ces derniers s'étaient cachés pour éviter l'évacuation finale. Ils seront de précieux témoins pour les procès à venir.

## Prisonniers connus
- Krzysztof Dunin-Wasowicz[26]

- Emanuel Mink

## Les procès du Stutthof
Les procès de Nuremberg ne concernaient pas le personnel du camp de concentration du Stutthof. Cependant, les Polonais tinrent quatre procès à Gdańsk contre les gardiens et kapos de camp de concentration du Stutthof, les accusant de crimes de guerre et de crimes contre l'humanité.
Max Pauly, le commandant des camps de concentration du Stutthof puis de Neuengamme fut condamné à mort par le Tribunal militaire britannique, avec l’équipe de Neuengamme, et exécuté en 1946.

### Premier procès

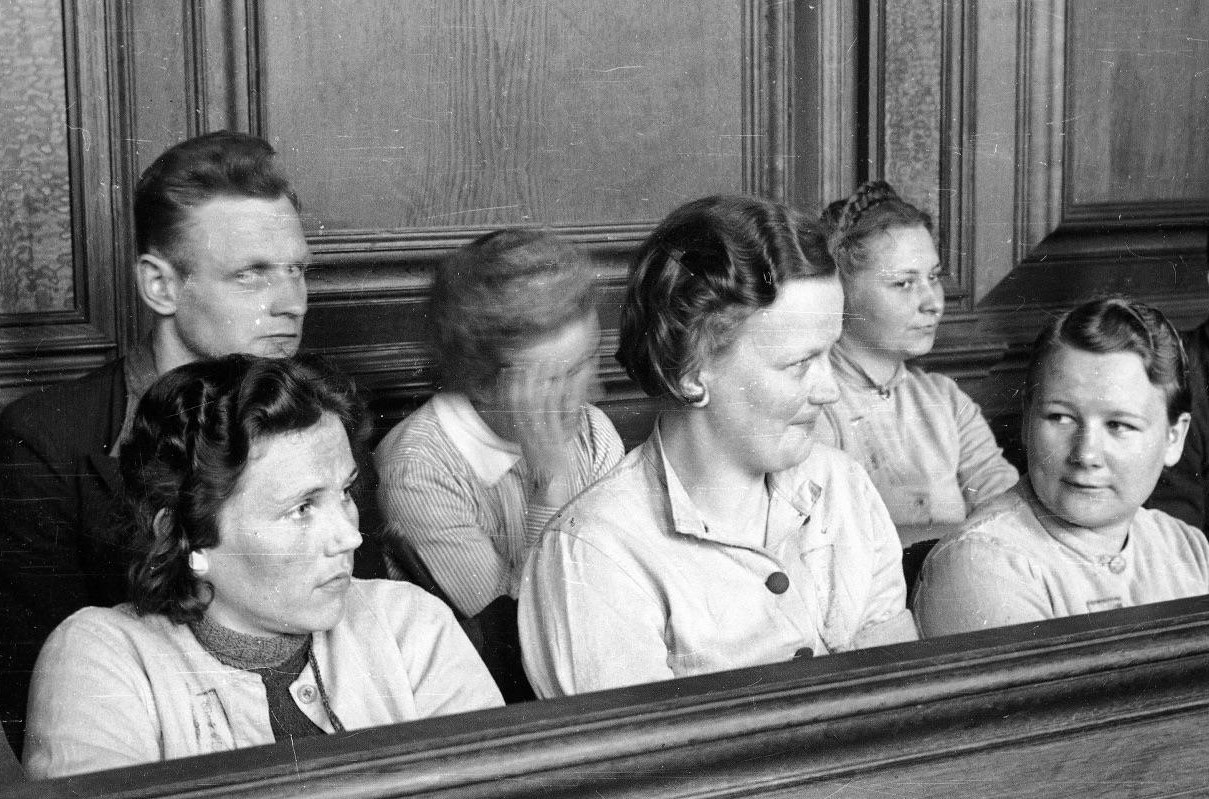
Le procès des gardiennes SS de gauche à droite : Elisabeth Becker, Gerda Steinhoff, Wanda Klaff

Le premier procès fut tenu contre 13 ex-officiers et kapos du camp. Il se déroula du 25 avril au 31 mai 1946. La Cour de justice criminelle spéciale sovieto-polonaise les reconnut tous coupables des accusations. Onze d'entre eux (cinq hommes et 5 gardiennes), dont le commandant des gardiens SS Johann Pauls, furent condamnés à mort. Les autres furent condamnés à des peines diverses d'emprisonnement. Les exécutions eurent lieu par pendaison publique.
Voici les sentences prononcées lors de ce premier procès. Condamnés à mort, tous exécutés le 4 juillet 1946 :
- Johann Pauls, commandant des gardiens SS
- Jenny-Wanda Barkmann
- Elisabeth Becker
- Wanda Klaff
- Ewa Paradies
- Gerda SteinhoffExécutions à Biskupia Górka : préparatifs. Les condamnés sont sur le plateau arrière de camions.
- Jan Breit
- Kapo Josef Reiterex
- Kapo Wacław Kozłowski
- Kapo Franciszek Szopiński
- Kapo Tadeusz Kopczyński

Condamnés à une peine de prison :
- Erna Beilhardt : 5 ans
- Kapo Kazimierz Kowalski : 3 ans

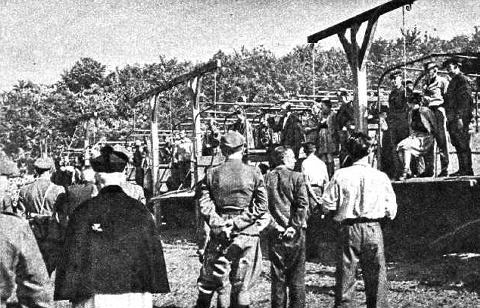
Exécutions à Biskupia Górka : préparatifs. Les condamnés sont sur le plateau arrière de camions.

- Paul Werner Hoppe : appréhendé en 1953 en Allemagne de l'Ouest, condamné plus tard à 9 années d'emprisonnementExécution des gardiennes SS après le procès : Barkmann, Paradies, Becker, Klaff, Steinhoff

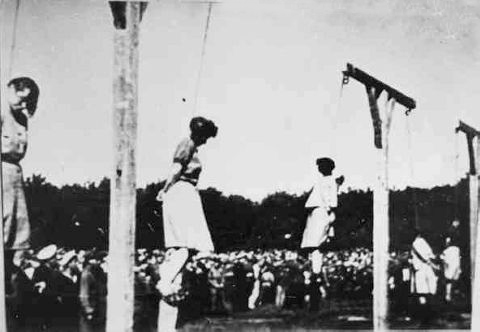
Exécution des gardiennes SS après le procès : Barkmann, Paradies, Becker, Klaff, Steinhoff

### Second procès
Le second procès s'ouvrit le 8 janvier 1947 et dura jusqu'au 31 janvier 1947, devant une cour criminelle spéciale polonaise. 24 ex-officiers et gardes du Stutthof y furent jugés et reconnus coupables. Dix furent condamnés à mort.

### Troisième procès
Le troisième procès se déroula du 5 au 10 novembre 1947, devant une cour spéciale criminelle polonaise. 20 ex-officiers et gardiens y comparurent, dont 19 furent reconnus coupables. Un fut acquitté.

### Quatrième procès
Le quatrième et dernier procès se déroula également devant une cour de justice criminelle spéciale polonaise, du 19 au 29 novembre 1947. Sur les 27 ex-officiers et gardiens jugés, 26 furent reconnus coupables et un fut acquitté.